# SolidJS
SolidJS とは、ウェブサイト上で ユーザーインターフェースを構築するためのフリーかつ オープンソースなライブラリである。

## 概要
SolidJS は React や Knockout に影響を受けたライブラリであり、開発者はこれを用いてユーザーインターフェースを構築することができる。宣言型 UI を利用でき、また 仮想 DOM を使用しない。

## 特徴

### Signals
SolidJS では、状態の管理に Signals を使用する。これにより、状態へリアクティブに参照することができる。また、副作用の定義において React のように依存関係を明示的に渡す必要がない。

### JSX
React と同様に、 JSX を用いることができる。

### 仮想 DOM の不使用
SolidJS は、仮想 DOM を使用していない。 Signal と組み合わせることで、効率なの DOM の置き換えを実現している。また、React より DOM の変更のパフォーマンスが良いとされる。

## 影響
R.js は、SolidJS のリアクティブシステムに大きな影響を与えている。 また、React も単方向フローや、Hooks API の観点で SolidJS に影響を与えた。